# Třída Audaz (1951)
Třída Audaz byla třída torpédoborců španělského námořnictva. Celkem bylo postaveno devět jednotek této třídy. Na čtyři jednotky první skupiny navázalo pět jednotek druhé skupiny, které byly dokončeny jako specializované protiponorkové fregaty. Později byla na tento standard upravena všechna plavidla. Ve službě byly v letech 1953–1982. Třída Audaz byla první poválečná třída španělských torpédoborců.

## Stavba
Torpédoborce třídy Audaz byly vyvinuty s německou pomocí na základě francouzských torpédovek třídy Le Fier. Na pohonný systém byla z Francie získána licence. Od července do září 1945 byly ve španělské loděnici Sociedad Española de Construcción Naval (SECN) ve Ferrolu založeny kýly devíti torpédoborců této třídy. Jejich stavba však probíhala pomalu. V letech 1953–1956 byly dokončeny torpédoborce první série (Audaz, Osado, Meteoro a Rayo), jejichž provoz prokázal problémy s přetížením a stabilitou. Pro Španělsko navíc začala být dostupná americká výzbroj a elektronika. Druhá série pěti plavidel proto byla v letech 1960–1965 dokončena podle přepracovaného projektu protiponorkových fregat. Do roku 1963 byla do stejné podoby představěna rovněž všechny plavidla první série.
Jednotky třídy Audaz:
| Jméno                       | Založení kýlu | Spuštěna | Vstup do služby | Poznámka                                          |
| --------------------------- | ------------- | -------- | --------------- | ------------------------------------------------- |
| Audaz (D31)                 | 1945          | 1951     | 1953            | Vyřazen 1974.                                     |
| Osado (D32)                 | 1945          | 1951     | 1955            | Vyřazen 1972.                                     |
| Meteoro (D33, ex Altrevido) | 1945          | 1951     | 1955            | Vyřazen 1974.                                     |
| Furor (D34)                 | 1945          | 1955     | 1960            | Vyřazen 1974.                                     |
| Rayo (D35)                  | 1945          | 1951     | 1956            | Vyřazen 1974.                                     |
| Ariete (D36)                | 1945          | 1955     | 1961            | Dne 25. února 1966 ztroskotal na pobřeží Galicie. |
| Temerario (D37)             | 1945          | 1960     | 1964            | Vyřazen 1975.                                     |
| Intrépido (D38)             | 1945          | 1961     | 1965            | Vyřazen 1982.                                     |
| Relámpago (D39)             | 1945          | 1961     | 1965            | Vyřazen 1975.                                     |

## Konstrukce

### První série
Výzbroj torpédoborců první skupiny tvořily tři 105mm kanóny, čtyři 37mm kanóny, osm 20mm kanónů, dva trojité 533mm torpédomety, dále čtyři vrhače a jeden spouštěč hlubinných pum. Neseno mohlo být až 30 min. Pohonný systém tvořily tři kotle La Seyne a dvě sady turbín Rateau-Bretagne o výkonu 30 800 hp, pohánějící dva lodní šrouby. Nejvyšší rychlost dosahovala 33 uzlů. Dosah byl 3800 námořních mil při rychlosti 14 uzlů.

### Druhá série
Protiponorkové fregaty druhé série měly mírně větší výtlak, což při stejném pohonném systému znamenalo pokles rychlosti na 31,6 uzlu. Elektroniku tvořil vzdušný vyhledávací radar MLA-1B, hladinový vyhledávací radar SPS-5B, střelecký radar Mk.63 a sonar QHBa. Výzbroj představovaly dva 76mm kanóny Mk.34, dva 40mm kanóny, dva trojité 324mm torpédomety, dva salvové vrhače hlubinných pum Hedgehog a dále osm vrhačů a dva spouštěče hlubinných pum.